# Libro del comando
Libro del comando è il nome con cui venivano indicati i testi di magia nera contenenti la descrizione dei metodi per conoscere e distinguere gli spiriti benigni e maligni, così come le formule magiche per invocarne l'intervento, al fine di ottenerne l'aiuto per mezzo di «responsi e rivelazioni», la cui circolazione veniva combattuta d'autorità.

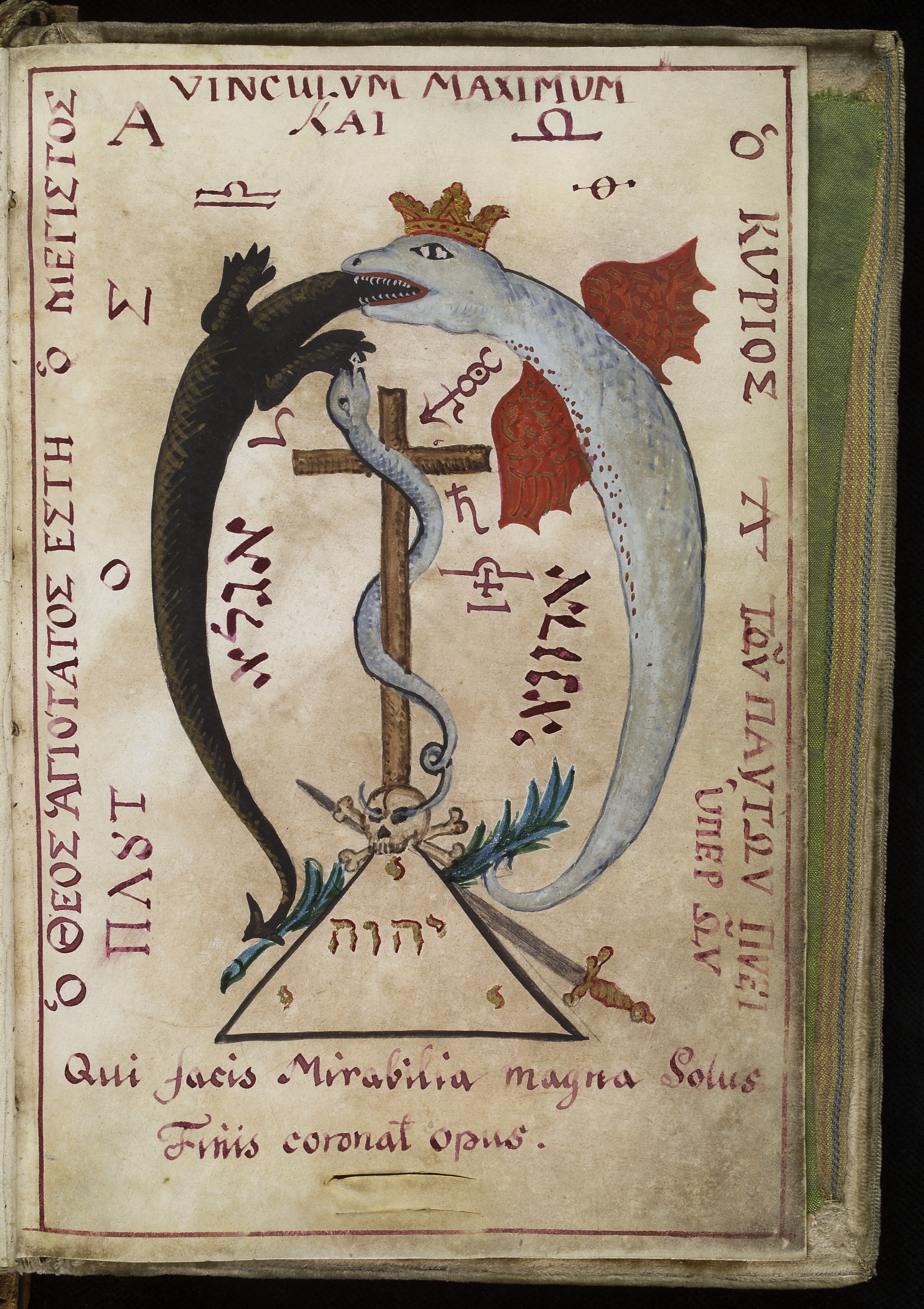
Libro di magia popolare.

La menzione dei Libri di comando ricorre in letteratura e assume un valore particolare in alcune tradizioni folcloriche italiane, nei quali quei testi sono rappresentati come attributi di personaggi e figure negromantiche e stregonesche.

## IlLibro del comandodi Agrippa di Nettesheim
Vi è un testo molto famoso, il De cerimoniis magicis, di cui una copia si conserva anche alla Biblioteca Nazionale di Roma. Il contenuto di questo testo, che nelle traduzioni italiane viene tramandato come Libro del comando, consiste in un'iniziazione alla magia cerimoniale e all'evocazione degli spiriti.

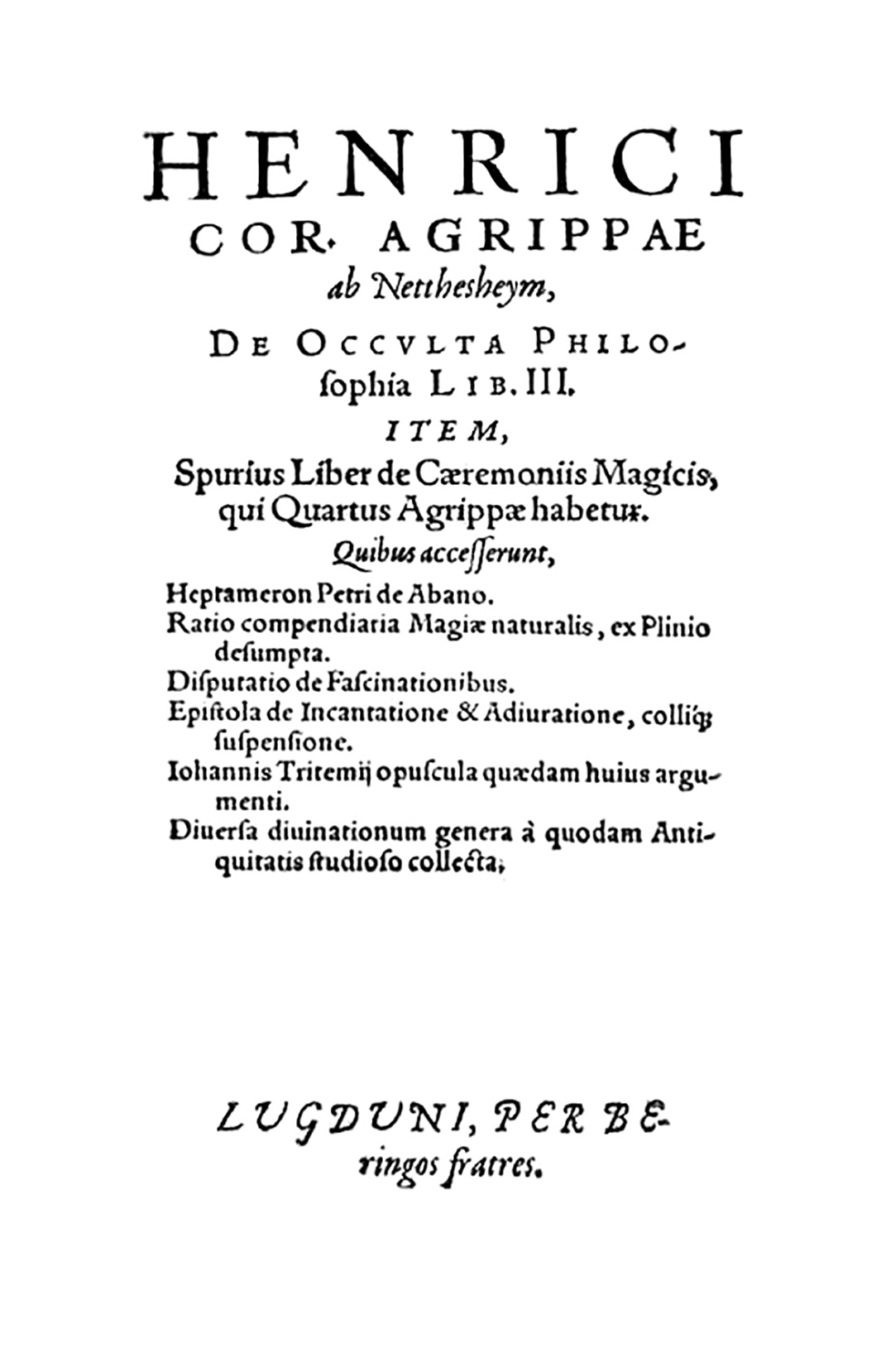
Edizione lugdunense del De occulta philosophia, con l'aggiunta dello Spurius Liber De Caeremoniis Magicis qui Quartus Agrippae habeture e, tra l'altro, dellHeptameron Petri de Abano

Esso viene attribuito a Enrico Cornelio Agrippa di Nettesheim, allievo di Johannes Trithemius e uno degli ultimi alchimisti di tradizione medievale, ma l'attribuzione del testo ad Agrippa è considerata spuria dagli studiosi.
Il testo vorrebbe infatti essere il quarto episodio di un'opera concepita in tre libri, il De occulta philosophia libri tres. Il quarto volume sarebbe stato tenuto segreto dall'autore per riservarne l'accesso ai soli iniziati, nel timore che, con la sua divulgazione, potesse essere mal utilizzato o ridicolizzato.
La prima comparsa di questo testo si ebbe a Marburgo, nel 1559, nella già citata edizione, ma tre anni dopo, Johann Wier, allievo di Agrippa e molto vicino al maestro, denunciò subito quel testo come un apocrifo, un giudizio confermato dalle analisi di questo libro che, per stile e contenuto è ben lontano dalla qualità letteraria degli altri tre. 
Il libro è stato spesso pubblicato insieme ai Magica elementa, un testo di magia bianca scritto da Pietro d'Abano. Per questo è frequente che i due testi vengano associati nelle menzioni di XVI e XVII secolo.
Nonostante l'opinione comune degli studiosi circa la sua non genuinità, il testo ha conosciuto diverse edizioni italiane, anche recenti, che continuano ad attribuirlo ad Agrippa.

## IlLibro del comandonelle tradizioni popolari italiane
La presenza del Libro del comando nelle tradizioni folcloriche non sembra sia da mettere in relazione con il testo attribuito ad Agrippa. Si trattava di grimori che il più delle volte però assomigliavano ad erbolari e ricettari messi per iscritto, diffusi fino al secondo dopoguerra in particolare nei paesi di campagna, dove in ogni caso le formule della magia popolare e stregonesca venivano tramandate soprattutto oralmente.

### Meridione
Nelle regioni dell'Italia centro-meridionale, Abruzzo, Ciociaria, Campania, il Libro del comando è ritenuto un testo di magia nera opera del demonio, oppure un libro attribuito a Virgilio o comunque risalente ai tempi del poeta romano, considerato generalmente mago dalla tradizione popolare e ritenuto uno dei suoi proprietari.
Dopo essere passato nelle mani di Cecco d'Ascoli, il libro avrebbe fatto la sua ultima comparsa nelle mani di Pietro Bailardo, ultimo possessore, che, dopo il Concilio di Trento, se ne privò consegnandolo al Sant'Uffizio affinché le potenti magie che vi erano descritte fossero controllate dalla Chiesa e infine dimenticate.

### Tradizione piemontese
Anche nell'immaginario folclorico piemontese, al pari di altre regioni d'Italia, è frequente il riferimento al Libro del Comando, senza che vi sia alcun riferimento con il testo di Enrico Cornelio Agrippa. Esso rappresenta infatti un libro scritto dal diavolo in persona, atto a evocare spiriti e lanciare malefici di ogni genere. È strettamente correlato alla figura immaginaria della Masca, la strega piemontese, che utilizza il libro per i riti magici. Nelle rappresentazioni folcloriche, si tratta di un libello di generose dimensioni, viene tramandato di masca in masca, sulla cui prima pagina vi è scritto: «comanda, comanda, comanda».
Grazie al testo sarebbe possibile realizzare qualsiasi cosa, una sorta di lampada di Aladino "satanica" contestualizzata in libro. Il libro del comando potrebbe coincidere con il diario "segreto" delle donne dell'epoca, su cui venivano appuntate ricette e rimedi naturali per sconfiggere malattie o da utilizzare come rudimentali cosmetici. Il libro della strega, anche nell'immaginario, coincide spesso con la raccolta delle sue formule magiche. Nella variante piemontese invece il libro ha una dubbia provenienza. Tendenzialmente sarebbe il diavolo a scriverlo, ma diverse attestazioni indicano espressamente che era possibile "ordinarlo e comprarlo" insieme ad un relativo talismano. Mediatori di questa transazione erano i cosiddetti "settimini", bambini nati prematuri di 7 mesi e per questo ritenuti dotati di poteri di veggenza e sensitività, sorte di maghi che tuttora - nella convinzione popolare - seppure anziani e divenuti rarissimi, sono stimati e rispettati su tutto il territorio.